# Monte Carlo
Monte Carlo (in francese Monte-Carlo, in monegasco Munte Carlu), talvolta riportata come Montecarlo, è la parte più centrale della città-Stato del Principato di Monaco, di cui costituisce uno dei quattro quartieri principali.
Confina a nord-est con i quartieri Larvotto e La Rousse/Saint Roman, a sud con i quartieri La Condamine e a ovest con Saint Michel. A nord confina con la Francia, costituendo ormai un unico agglomerato urbano con il comune francese di Beausoleil. È nota per il suo casinò, i grattacieli, il Gran Premio di Formula 1 che si svolge fra le strade cittadine e per essere stata eletta come luogo di residenza da diversi personaggi famosi, attratti dal regime fiscale agevolato.

## Storia

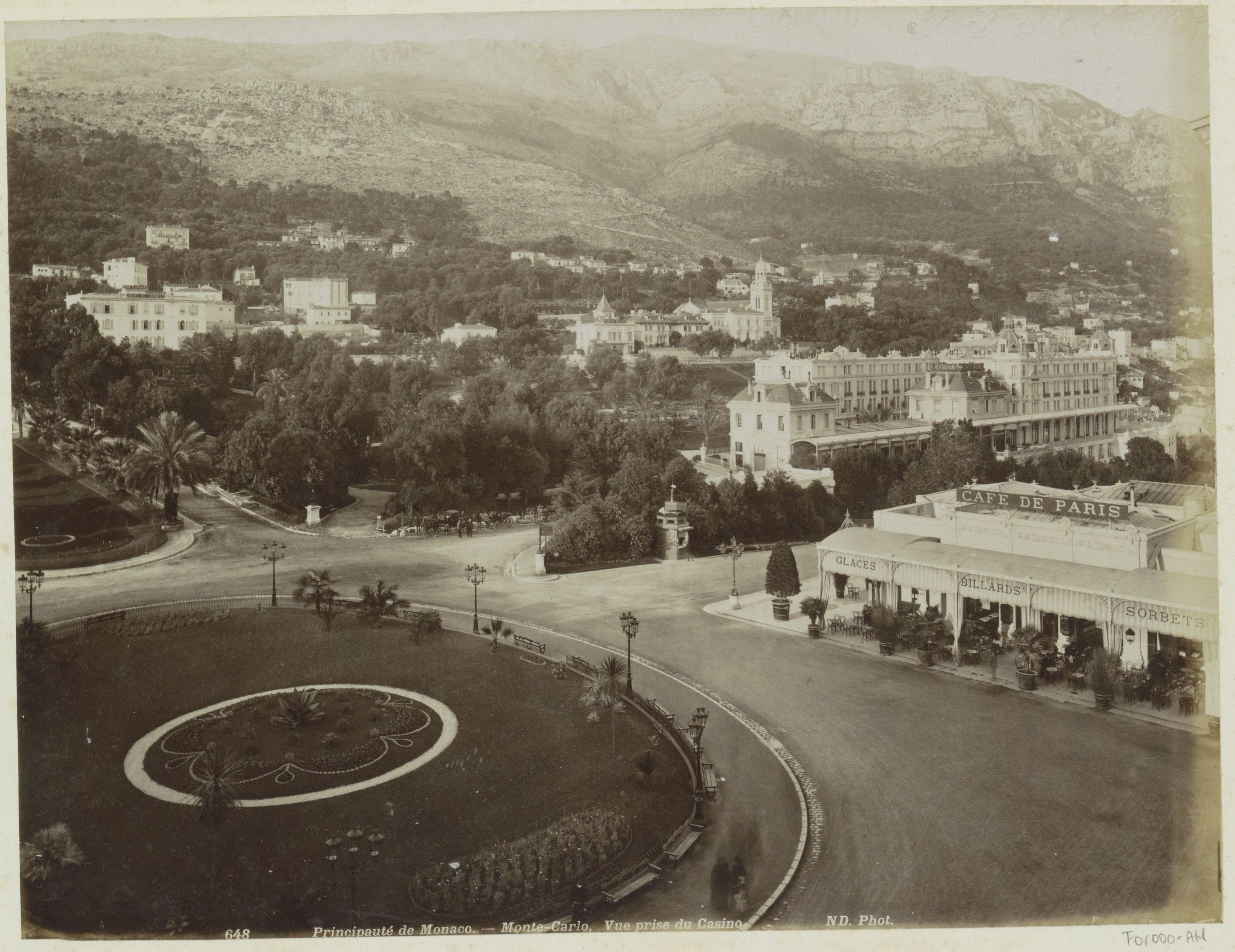
Veduta di Monte Carlo (1910 ca.)

Monte Carlo ha questo nome in onore del principe Carlo III di Monaco dal 1º luglio 1866: fino al 1861 il piccolo principato era posto sotto la protezione del Regno di Sardegna e la lingua utilizzata era l'italiano. Il nome degli abitanti del quartiere, come per gli altri connazionali, è monegaschi.
Sorte a partire dal Plateau des Spelugues (it.: Altopiano delle Grotte) prospiciente il Porto d'Ercole – dove furono costruiti sin dal 1863, per opera della SBM, i primi ed iconici edifici del Casino e dell'Hôtel de Paris, simboli della Belle Époque –, le strade di Monte Carlo, soprattutto dopo il passaggio della ferrovia nel 1868, diventano nel tempo luogo di ritrovo dell'aristocrazia e alta borghesia europea e teatro di eventi mondani, a cui si aggiungono nel 1911 il Rally omonimo e dal 1929 il Circuito di Monte Carlo, quando vi si svolge l'annuale Gran Premio di Monaco di Formula 1. 

La città ospita inoltre incontri di pugilato valevoli per il campionato del mondo, sfilate di moda e altri eventi fra i quali spicca il Monte-Carlo Rolex Masters di tennis, considerato uno dei maggiori tornei del circuito professionistico (ATP Tour) a livello mondiale e che si svolge presso il Monte Carlo Country Club che si trova nel comune francese di Roccabruna.
Monte Carlo, per decenni, è stata frequentata da membri delle famiglie reali, celebrità dello spettacolo e persone comuni. Il noto personaggio James Bond, la spia britannica protagonista dei famosi romanzi di Ian Fleming e dei film da essi ispirati, nella finzione, è un assiduo frequentatore del casinò di Monte Carlo.
Nel 1873 Joseph Jagger divenne "l'uomo che sbancò Monte Carlo" sfruttando la scoperta dello sbilanciamento in una delle ruote dei tavoli di roulette del casinò.
Monte Carlo viene spesso definita erroneamente la capitale del Principato di Monaco, ma la sede del governo è Monaco Vecchia, che tuttavia non può comunque definirsi "capitale", essendo un semplice quartiere amministrativo dell'unico comune di Monaco.

## Infrastrutture e trasporti

### Ferrovie
Il quartiere è attraversato dalla ferrovia Marsiglia-Ventimiglia e vi sorge la stazione di Monaco-Monte Carlo. Dal 1869 al 1964 era presente la primitiva stazione posta sotto al casinò, sostituita dalla stazione della capitale posta nel centro cittadino. Nel 1999 venne sostituita dall'attuale stazione.

## Sport

### Formula 1
Il Principato di Monaco è lo Stato più piccolo dove si svolge una gara annuale di Formula 1. Il primo Gran Premio di Monaco valevole per il mondiale fu nel 1950. Questo tracciato scorre per le strette e ripide vie cittadine e per questo è considerato come uno dei più tortuosi.

### Tennis
Ad aprile si gioca al Country Club il Monte Carlo Masters, torneo ATP di singolare e doppio maschile di tennis appartenente alla categoria ATP Tour Masters 1000, la categoria più prestigiosa dopo i quattro tornei del Grande Slam e le ATP Finals.

### Basket
Il locale club di basket, l'AS Monaco Basket, denominato "Roca Team" milita nel massimo campionato francese e nella stagione 2024-2025 si è classificato secondo all'Eurolega, vincendo al semifinale con l'Olympiacos ad Abu Dhabi e perdendo la finale con il Fenerbahce.

### Rugby
La locale società di rugby è l'AS Monaco Rugby. La Principessa Charlène è presidentessa della Federazione monegasca di rugby.

## Società

### Evoluzione demografica
Abitanti censiti

## Galleria d'immagini

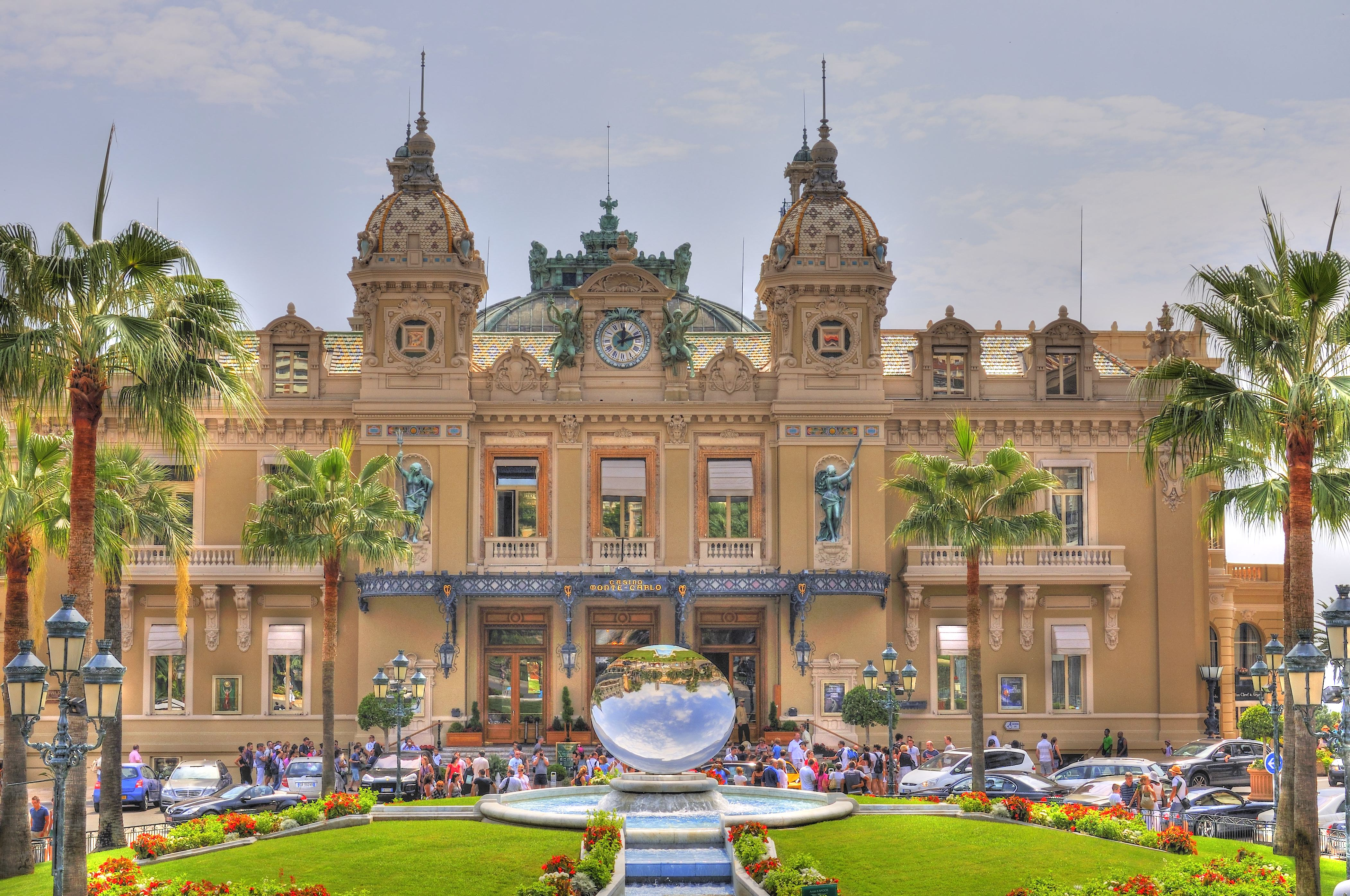
Il Casinò di Monte Carlo
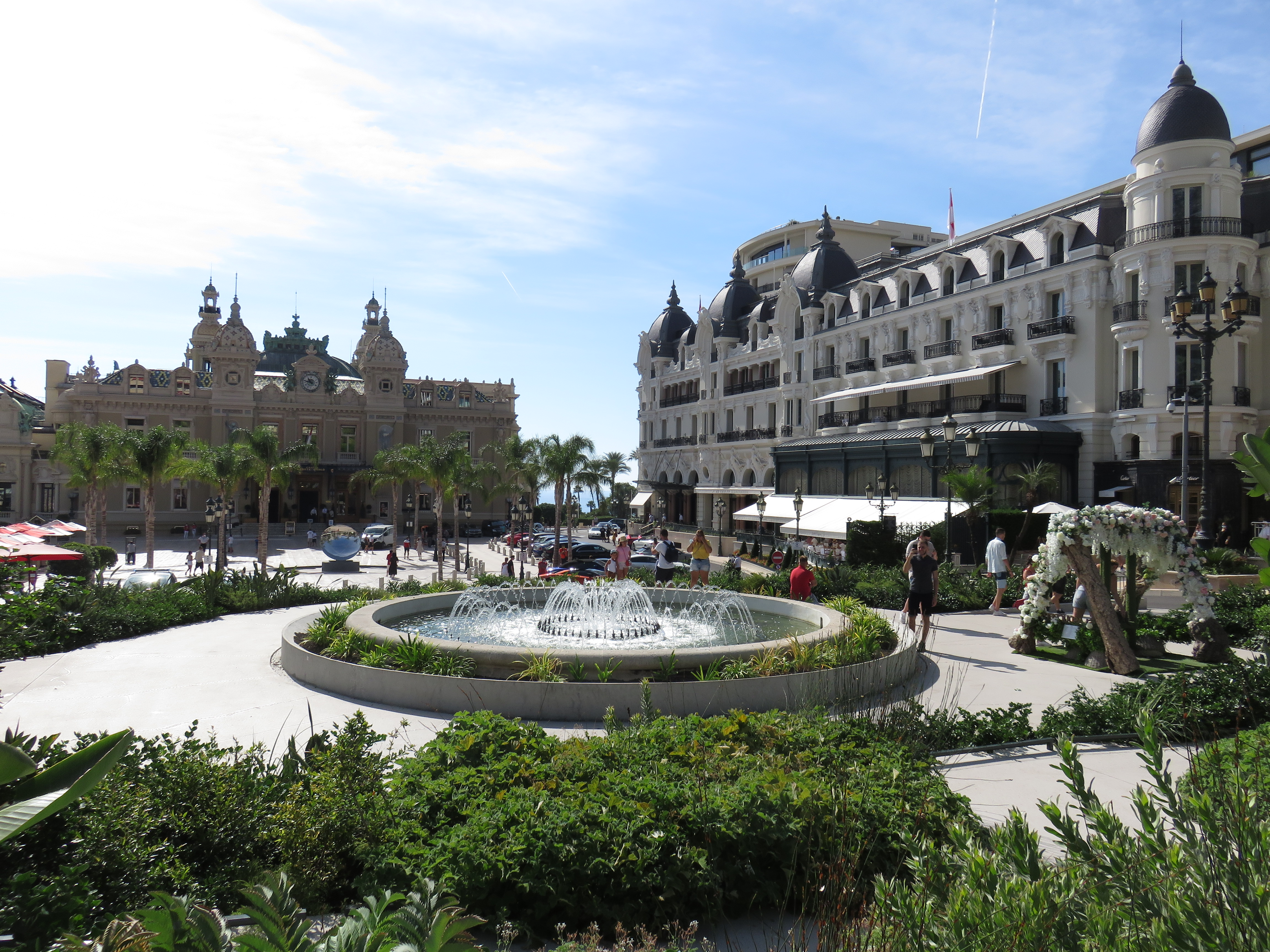
Monte Carlo - Place du Casino
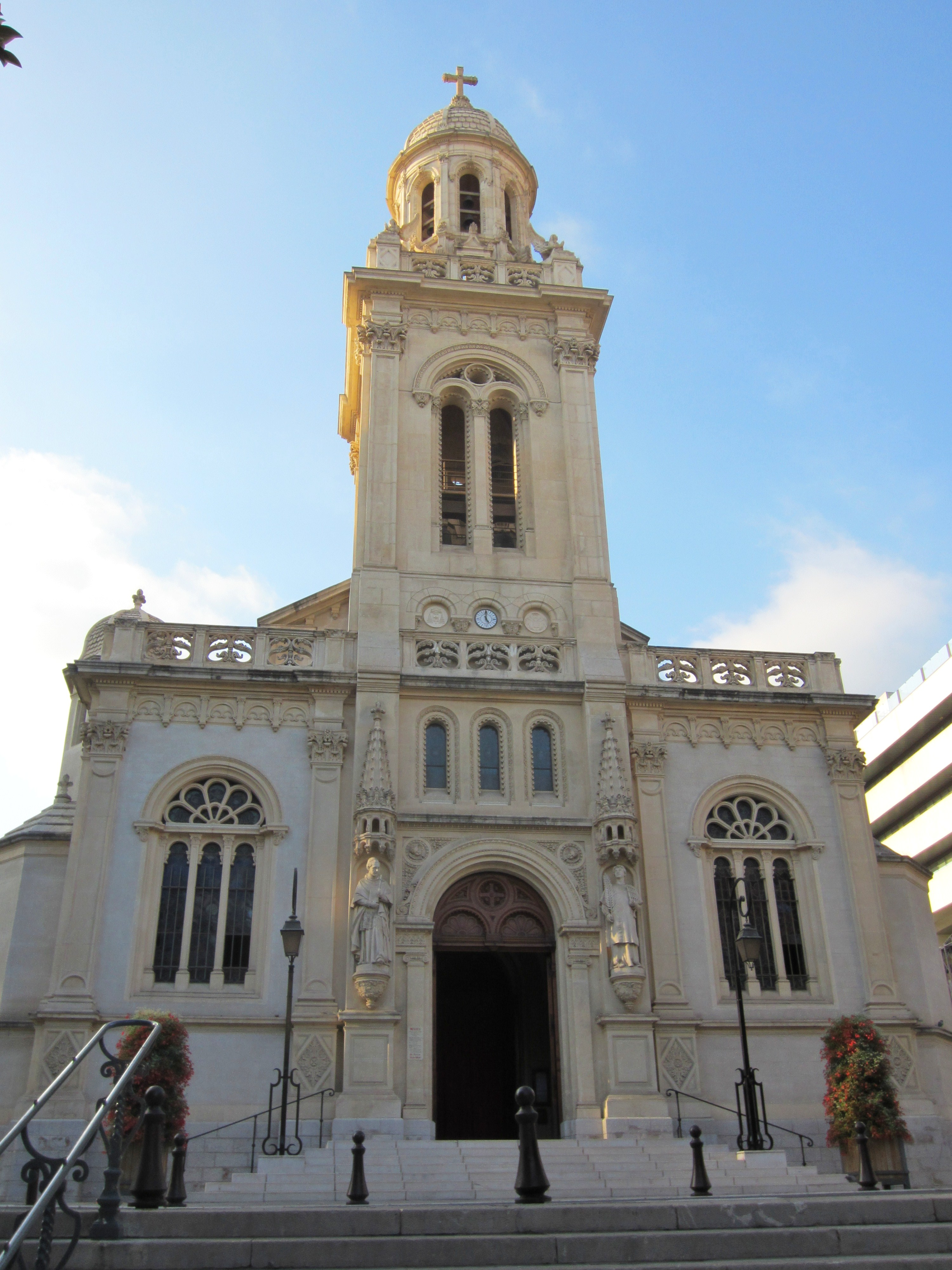
Chiesa di San Carlo
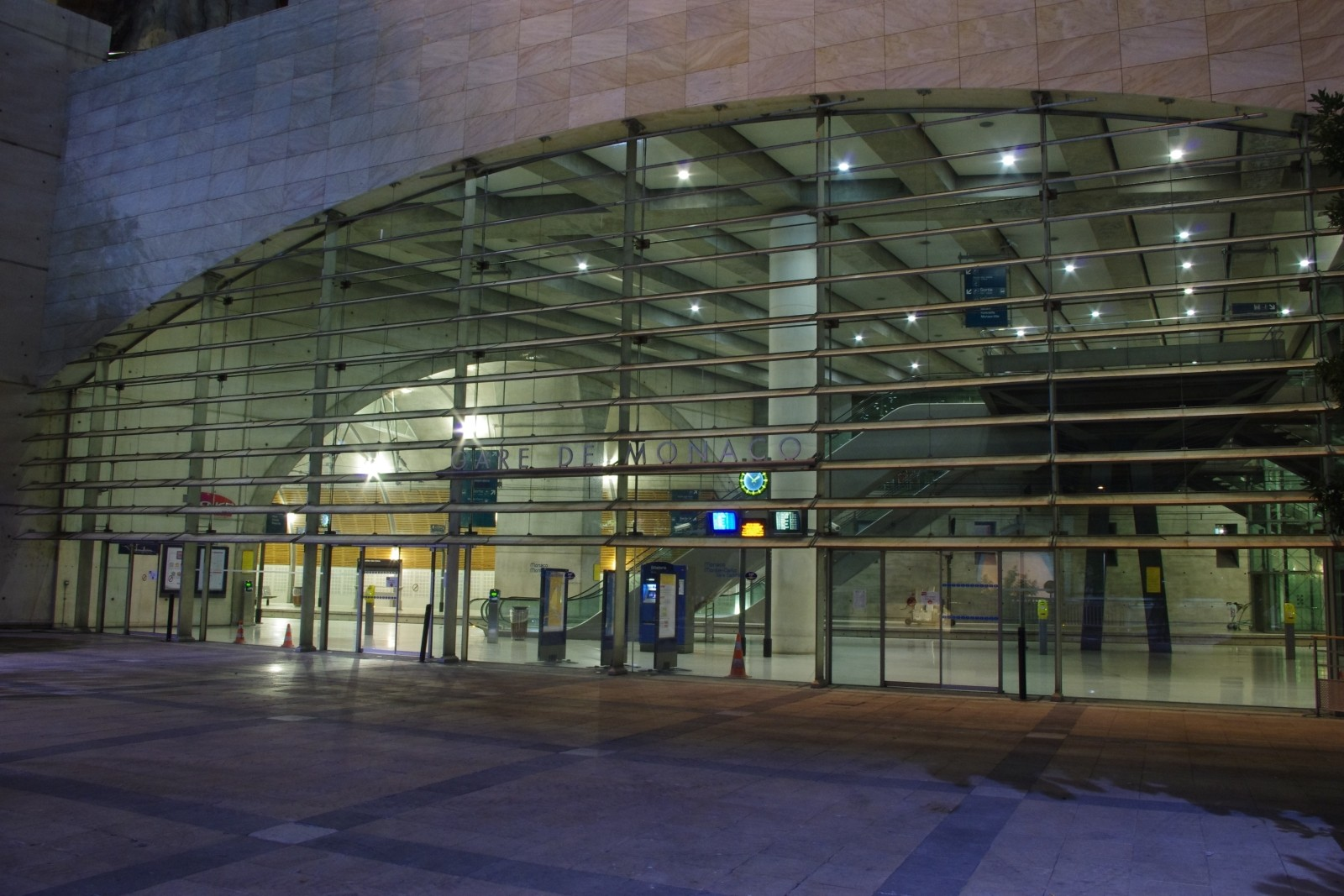
L'attuale stazione ferroviaria
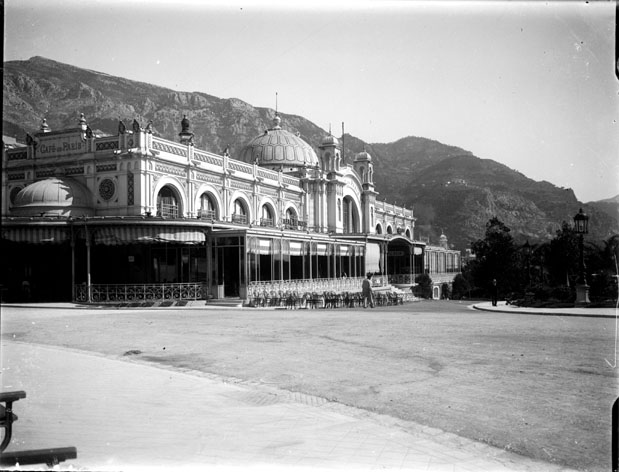
Il Café de Paris nel 1906
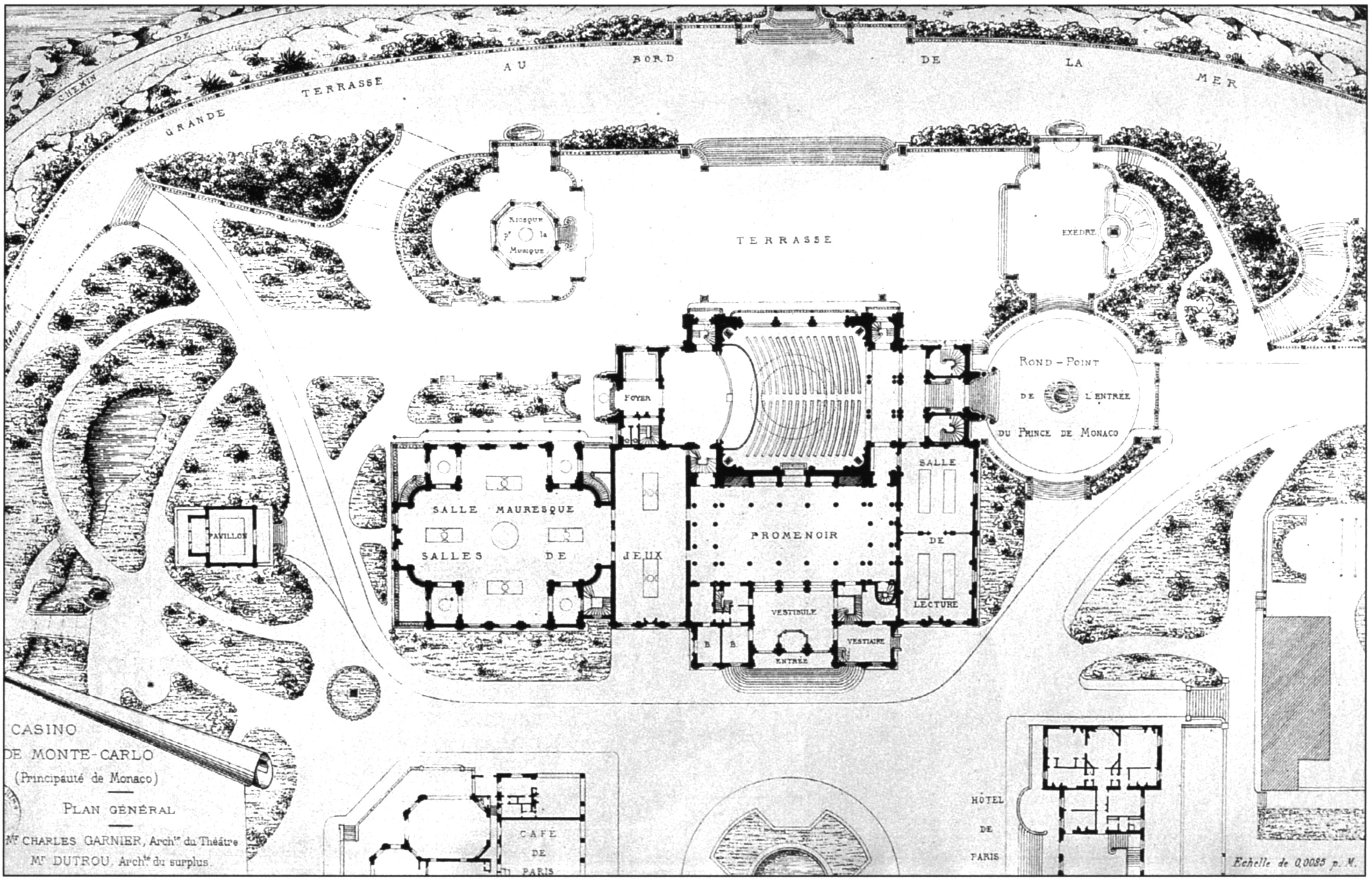
Planimetria di parte del nuovo quartiere di Monte Carlo - 1879
Panorama dalla stazione ferroviaria, maggio 2015
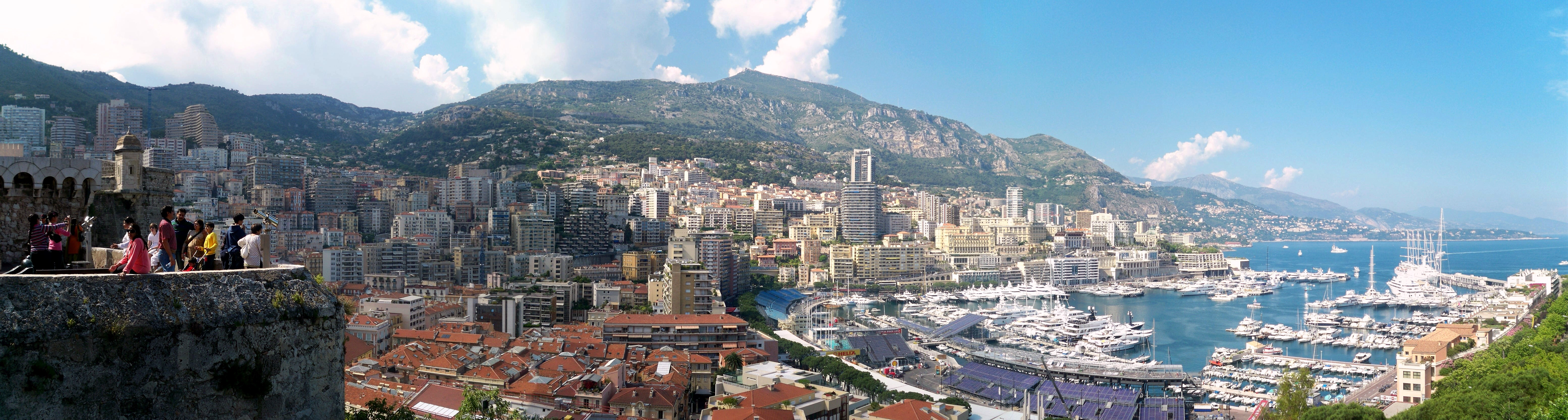
Panorama di La Condamine e Monte Carlo dal belvedere vicino al Palazzo del Principe di Monaco